# Лінія 11 (Паризький метрополітен)
Лінія 11 (фр. Ligne 11) — одна з шістнадцяти ліній метро в Парижі.
Сполучає Шатле з Роні — Буа-Пер'є в північно-східному передмісті. 
Ця лінія була однією з останніх, введених в експлуатацію в 1935 році; тоді вона мала замінити Бельвільський канатний трамвай, який закрито з 1924 року. 
Довжина лінії становить 11,7 км з 19 станціями. На схемах має коричневий колір та число 11.
До продовження у 2024 році це була одна з найменш використовуваних ліній, з менш ніж сорока мільйонами пасажирів у 2023 році. 
RATP очікує пасажирообіг на тридцять один мільйон більше у 2025 році, з цим розширенням до чотирьох великих муніципалітетів у Сена-Сен-Дені.
У 1950—1960-х роках лінія була експериментальною для інновацій, розроблених RATP. 
Таким чином, 1956 року це була перша лінія метро у світі, обладнана гумовими шинами; у 1967 р. її також обладнали станцією централізованого керування та автоматичним рухом поїздів, що використали вперше на паризькій мережі. 
13 червня 2024 року її подовжили від Мері-де-Лілас до Роні — Буа-Пер'є, майже подвоївши його довжину та додавши шість станцій. 
Пропоноване розширення до Нуазі — Шам як частини проєкту Grand Paris Express відклали на невизначений термін.

## Історія
Лінії 11 спочатку не було в перших проєктах спорудження метрополітену. 
Проєкт затверджено лише 29 грудня 1922 року як заміну Бельвільського канатного трамвая з продовженням лінії до станції «Шатле», а також на один перегін до комуни Ле-Ліла.

### Історія будівництва
Планування почалося 29 грудня 1922 року. 
Ідея полягала в тому, щоб створити заміну схильному до поламок Бельвільському канатному трамваю на північному сході Парижа .
Будівництво почалося у вересні 1931 року, проте будівництво виявилося надзвичайно складним, оскільки доводилося переходити під різними житловими будинками. 
Лінію відкрили 28 квітня 1935 року між Шатле та Порт-де-Лілас, а 17 лютого 1937 року її продовжили на одну станцію до Мері-де-Лілас.
Оскільки лінію 11 побудували після всіх інших, вона мала проходити під ними — на станції Репюблик перетинаються чотири лінії 3, 5, 8 і 9. 
Тому зазвичай лінія прокладена глибоко під землею. 
Усі станції з самого початку обладнали ескалаторами. 

### Лінія 11 під час Другої світової війни
Коли 3 вересня 1939 року Франція оголосила війну Німеччині, лінія 11 разом з іншими лініями була повністю закрита. Причиною стало те, що багатьох співробітників метро призвали на військову службу. 
Коротку дистанцію від Репюблик до Бельвіль знову відкрили 30 вересня 1939 року, решту лінії лише 6 липня 1940 року. 

З 12 травня 1944 року лінію конфіскував німецький вермахт. 
Станції, розташовані глибоко під землею, захищали від бомбардувань союзників, тому військові центри перенесли туди. 
Попри те, що окупований Париж визволили в серпні 1944 року, рух по лінії не вдалося відновити до 5 березня 1945 року, оскільки німці демонтували частину рейок, щоб відремонтувати залізничні лінії в іншому місці.

### Ідеальне поле для тестування інновацій
Різні причини зробили лінію придатним полігоном для випробування інновацій. 
Маршрут звивистий і має круті пандуси з ухилами до 40‰. 
Крім того, лінія не дуже довга і має порівняно низький пасажиропотік, тому поламки чи затримки у впровадженні нових технологій не були такими серйозними, як це було б у випадку з основними лініями. 
Тому лінія 11 була призначена для введення гумових поїздів загального користування. 
Обабіч колії встановили ходові балки з деревини тропічного листяного дерева Lophira alata (Azobé), якими прямували потяги. 
 
13 листопада 1956 року на цій лінії був офіційно представлений перший поїзд серії MP 55, а через п'ять днів розпочався рух. 
У 1982 році дерев'яні ходові балки на маршруті були замінені сталевими двотавровими балками, а на станціях — бетонними коліями. 

У 1967 році лінія була оснащена централізованим оперативним управлінням Poste de commande centralisé (PCC). 
У тому ж році там відбулися перші випробування (напівавтоматичного керування поїздом Pilotage automatique), а останній поїзд був переобладнаний у червні 1969 року. 
Цей режим не робить машиніста зайвим: він все одно дає команду закрити двері та відправити поїзд. 
Після цього автоматична система забезпечує дотримання дозволеної швидкості та зупинку поїзда на наступній станції.

### Подовження від Мері-де-Ліла до Роні — Буа-Пер'є
Довжина черги розширення до Роні — Буа-Пер'є, яку ввели в експлуатацію 13 червня 2024 року, становить 5,4 км. 
Створили шість нових станцій, які з’єднали п’ять населених пунктів з мережею метро: Ле-Ліла, Нуазі-ле-Сек, Монтрей, Роменвіль та Роні-су-Буа. 
Крім того, створили пересадки на лінію RER E, а також у стадії будівництва була пересадка на трамвайну лінію T1 і лінію 15 Grand Paris Express. 
Колії ведуть за кінцеву станцію Роні-су-Буа до новозбудованого депо. 
Планувальники очікують збільшення пасажирообігу близько 18 000 додаткових пасажирів на день.
Згідно з початковими планами, будівництво планувалося розпочати у 2014 р. та завершити у 2019 р. 

Але розпочали будівництво лише у 2015 році. 
У грудні 2014 року STIF схвалив 60 мільйонів євро на планування. 
Також затверджено будівництво продовження лінії та адаптацію існуючих станцій вартістю 1,3 млрд євро. 

Вартість рухомого складу — 140-180 мільйонів євро. 
Перед здачею черги в експлуатацію відбулася зміна транспортного складу: старі чотиривагонні поїзди типу MP59 замінили на п'ятивагонні поїзди типу MP14. Це означає, що поїзди можуть використовуватися з інтервалом 105 с у годину пік. 

Найвидовищною спорудою є майже 600-метровий віадук, який перетинає западину, щоб потрапити з одного плато на інше. Якби під цією западиною був побудований тунель, максимально допустимий градієнт був би перевищений. 
Естакадна станція Кото-Боклер була побудована приблизно посередині віадука; платформи знаходяться приблизно на 8 м над дном долини. 

Крім того, більшість наявних станцій адаптували до очікуваної більшої кількості пасажирів шляхом встановлення ескалаторів, будівництва додаткових входів/виходів та аварійних виходів. 

## Рухомий склад
До переходу на транспортні засоби з гумовими шинами лінією курсували поїзди Sprague-Thomson. Перші поїзди на гумових шинах належали до серії MP 55, 17 чотиривагонні потяги курсували виключно лінією 11. 
З 1997 року їх замінили на модернізовані поїзди MP 59, які були зняті з лінії 4. 

Останній потяг MP 55 курсував 30 січня 1999 року 

Депо де-Ліла на східному кінці маршруту доступне для технічного обслуговування поїздів і невеликого ремонту. 
Воно має площу лише 2000 м² і повністю знаходиться під землею. 
З 1995 року працює ліфт, що дозволяє опускати візки. 
Капітальні ремонти проводяться в головній майстерні шинних транспортних засобів, депо де Фонтене, на східному кінці лінії 1. 

У 2023 році 23 чотиривагонні потяги MP 59 на лінії 11 поступово замінили, починаючи з червня 2023 року, на 20 п’ятивагонні потяги серії MP 14, які мають більшу місткість, ніж попередні поїзди. 

На відміну від варіантів MP 14, які використовуються на лініях 4 і 14, ці поїзди обладнані кабіною машиніста. 

Попри те, що платформи мають довжину, необхідну для роботи з п'ятивагонними поїздами, депо Ле-Ліла замале для цього.
MP 14 розміщені в новому депо Росні-су-Буа.

## Станції
| Назва Мовою оригіналу                | Фото | Комуна                    | Дата відкриття | Пересадки                                                                                       | Відстань (в км) | Відстань (в км) |
| ------------------------------------ | ---- | ------------------------- | -------------- | ----------------------------------------------------------------------------------------------- | --------------- | --------------- |
| Шатле Châtelet                       |      | Париж (I, IV)             | 28 квітня 1935 | (Шатле — Ле-Аль)                                                                                | –               | 0.0             |
| Отель-де-Віль Hôtel de Ville         |      | Париж (IV)                | 28 квітня 1935 | Paris Métro · Paris Métro Line 1                                                                | 0.3             | 0.3             |
| Рамбюто Rambuteau                    |      | Париж (III, IV)           | 28 квітня 1935 |                                                                                                 | 0.5             | 0.8             |
| Арз-е-Метьє Arts et Métiers          |      | Париж (III)               | 28 квітня 1935 | Paris Métro · Paris Métro Line 3                                                                | 0.5             | 1.3             |
| Репюблік République                  |      | Париж (III, X, XI)        | 28 квітня 1935 | Paris Métro · Paris Métro Line 3 · Paris Métro Line 5 · Paris Métro Line 8 · Paris Métro Line 9 | 0.6             | 1.9             |
| Гонкур Goncourt                      |      | Париж (X, XI)             | 28 квітня 1935 |                                                                                                 | 0.6             | 2.5             |
| Бельвіль Belleville                  |      | Париж (X, XI, XIX, XX)    | 28 квітня 1935 | Paris Métro · Paris Métro Line 2                                                                | 0.5             | 3.0             |
| Пірене Pyrénées                      |      | Париж (XIX, XX)           | 28 квітня 1935 |                                                                                                 | 0.6             | 3.6             |
| Журден Jourdain                      |      | Париж (XIX, XX)           | 28 квітня 1935 |                                                                                                 | 0.3             | 3.9             |
| Плас-де-Фет Place des Fêtes          |      | Париж (XIX)               | 28 квітня 1935 | Paris Métro · Paris Métro Line 7bis                                                             | 0.3             | 4.2             |
| Телеграф Télégraphe                  |      | Париж (XIX, XX)           | 28 квітня 1935 |                                                                                                 | 0.5             | 4.7             |
| Порт-де-Ліла Porte des Lilas         |      | Париж (XIX, XX)           | 28 квітня 1935 | Paris Métro · Paris Métro Line 3bis · Tramways in Île-de-France · Île-de-France tramway Line 3b | 0.6             | 5.3             |
| Мері-де-Ліла Mairie des Lilas        |      | Ле-Ліла                   | 17 лютого 1937 |                                                                                                 | 0.8             | 6.1             |
| Серж Генсбур Serge Gainsbourg        |      | Ле-Ліла                   | 13 червня 2024 |                                                                                                 | 0.8             | 6.9             |
| Роменвіль — Карно Romainville–Carnot |      | Роменвіль, Нуазі-ле-Сек   | 13 червня 2024 |                                                                                                 | 1.1             | 8.0             |
| Монтрей — Опіталь Montreuil–Hôpital  |      | Монтрей, Нуазі-ле-Сек     | 13 червня 2024 |                                                                                                 | 1.3             | 9.3             |
| Ла-Дюїз La Dhuys                     |      | Монтрей, Роні-су-Буа      | 13 червня 2024 |                                                                                                 | 0.8             | 10.1            |
| Кото-Боклер Coteaux Beauclair        |      | Нуазі-ле-Сек, Роні-су-Буа | 13 червня 2024 |                                                                                                 | 0.5             | 10.6            |
| Роні — Буа-Пер'є Rosny–Bois-Perrier  |      | Роні-су-Буа               | 13 червня 2024 | RER · RER E                                                                                     | 1.3             | 11.9            |